# Tarasteix
Tarasteix (okzitanisch: Tarastèish) ist eine französische Gemeinde mit 270 Einwohnern (Stand: 1. Januar 2022) im Département Hautes-Pyrénées in der Region Okzitanien (bis 2015 Midi-Pyrénées). Sie gehört zum Arrondissement Tarbes und zum 2016 gegründeten Gemeindeverband  Adour Madiran.

## Geografie

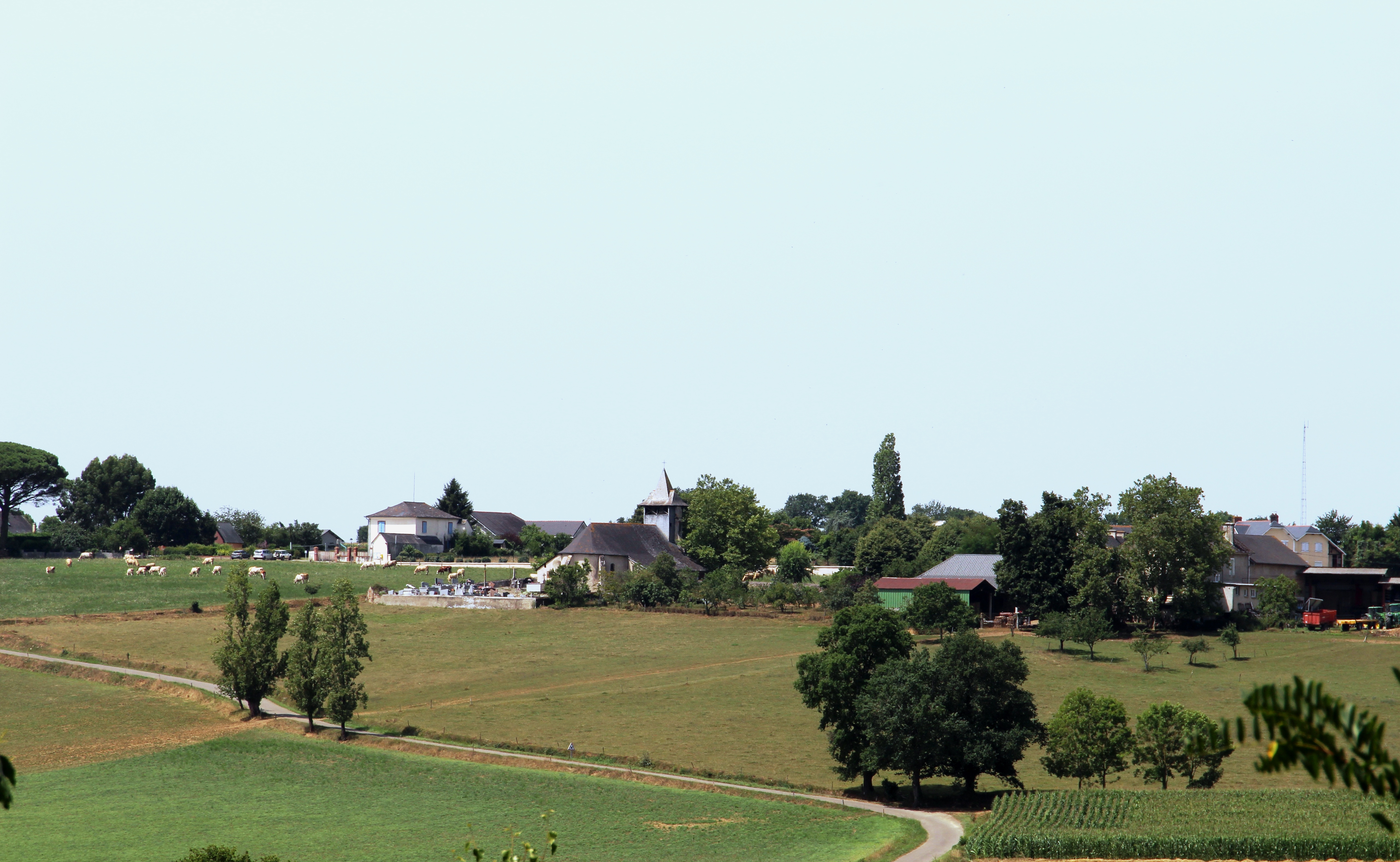
Blick auf Tarasteix

Tarasteix liegt im Norden der Landschaft Bigorre, etwa 15 Kilometer nordwestlich von Tarbes und 37 Kilometer östlich von Pau. Das Gemeindegebiet erstreckt sich an den drei parallel in Süd-Nord-Richtung strömenden Flüssen Lis, Luzerte (auch Barmale genannt) und Géline, wobei letzterer die östliche Gemeindegrenze markiert. Die Flüsse entwässern zum Échez im Einzugsgebiet des Adour. Das Gelände im Gemeindegebiet ist hügelig und durch eine Mischung aus Äckern, Wiesen und Wäldern geprägt. Zu Tarasteix gehören die Dörfer Bernatou, Jacou, Marque dessus, Couloumé, Matiou, Chibor, Pratou, Marquet und Cambau sowie zahlreiche kleine Weiler und Einzelhöfe. Im Westen und Norden grenzt Tarasteix an das Département Pyrénées-Atlantiques. Umgeben wird Tarasteix von den Nachbargemeinden Montaner im Norden, Siarrouy im Nordosten, Lagarde im Osten, Oroix im Süden, Ponson-Dessus im Westen sowie Ponson-Debat-Pouts im Nordwesten.

## Ortsname
Das Dorf taucht erstmals im Jahr 1342 als de Tarrastezio in einer lateinischen Urkunde auf. Der Ortsname entwickelte sich über de Tarastexio (lateinisch, 1379), Teresteix und  Terestex (1429) sowie Taratteix (Ende des 18. Jahrhunderts) zum seit 1793 verwendeten und bis heute gebräuchlichen Tarasteix.

## Bevölkerungsentwicklung
| Jahr                       | 1962 | 1968 | 1975 | 1982 | 1990 | 1999 | 2006 | 2013 | 2022 |
| -------------------------- | ---- | ---- | ---- | ---- | ---- | ---- | ---- | ---- | ---- |
| Einwohner                  | 215  | 217  | 211  | 252  | 239  | 229  | 256  | 362  | 270  |
| Quellen: Cassini und INSEE |      |      |      |      |      |      |      |      |      |

Im Jahr 1806 wurde mit 604 Bewohnern die bisher höchste Einwohnerzahl ermittelt. Die Zahlen basieren auf den Daten von cassini.ehess und INSEE.

## Sehenswürdigkeiten
- Kreuzerhöhungs-Kirche (Église Exaltation-de-la-Sainte-Croix)
- Kloster Notre Dame de l’Espérance[4], eine Gründung des Pianisten und Ordensmann Hermann Cohen
- Kapelle der Einsiedelei Saint-Benoît nahe dem Kloster
- Lavoir

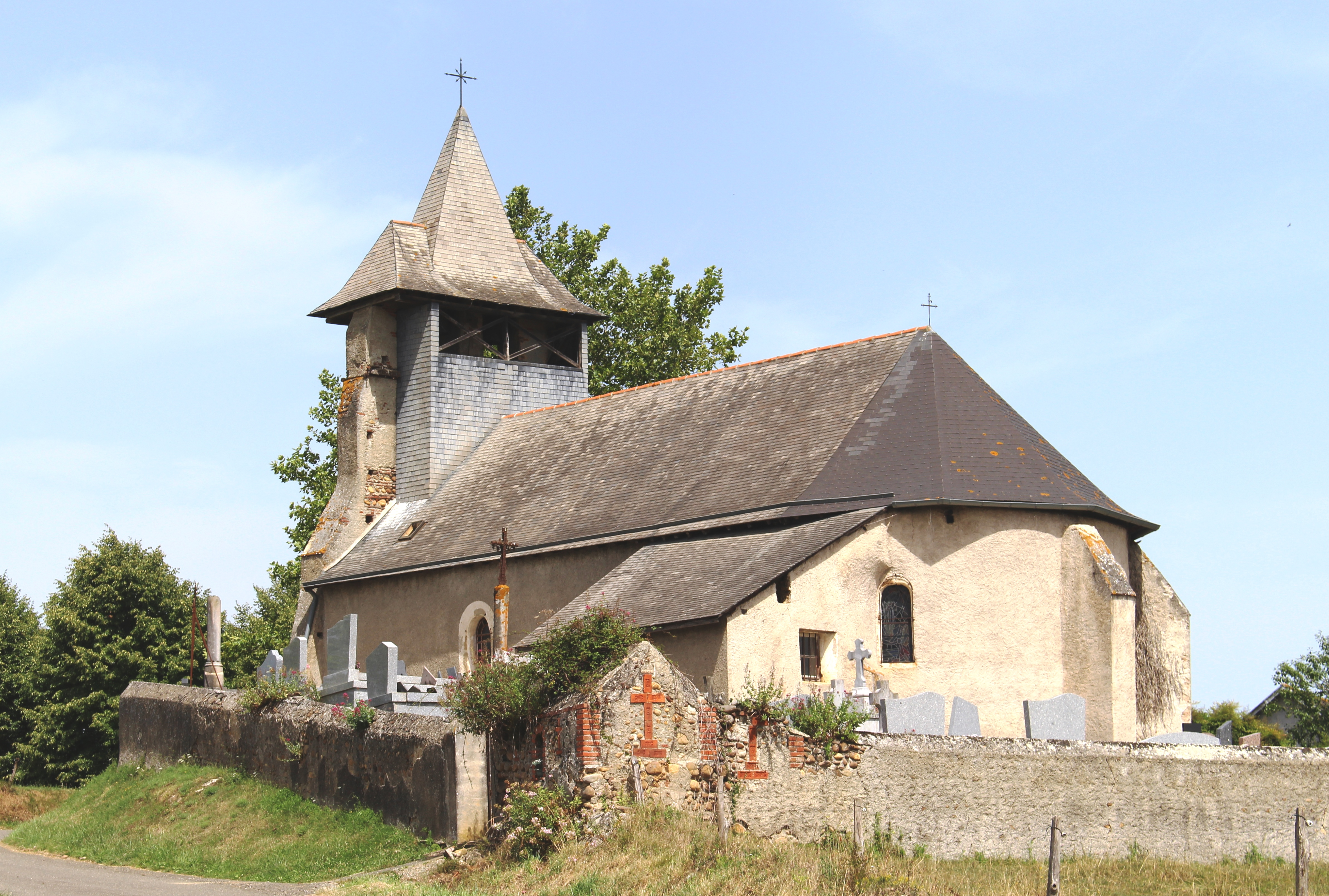
Kreuzerhöhungs-Kirche
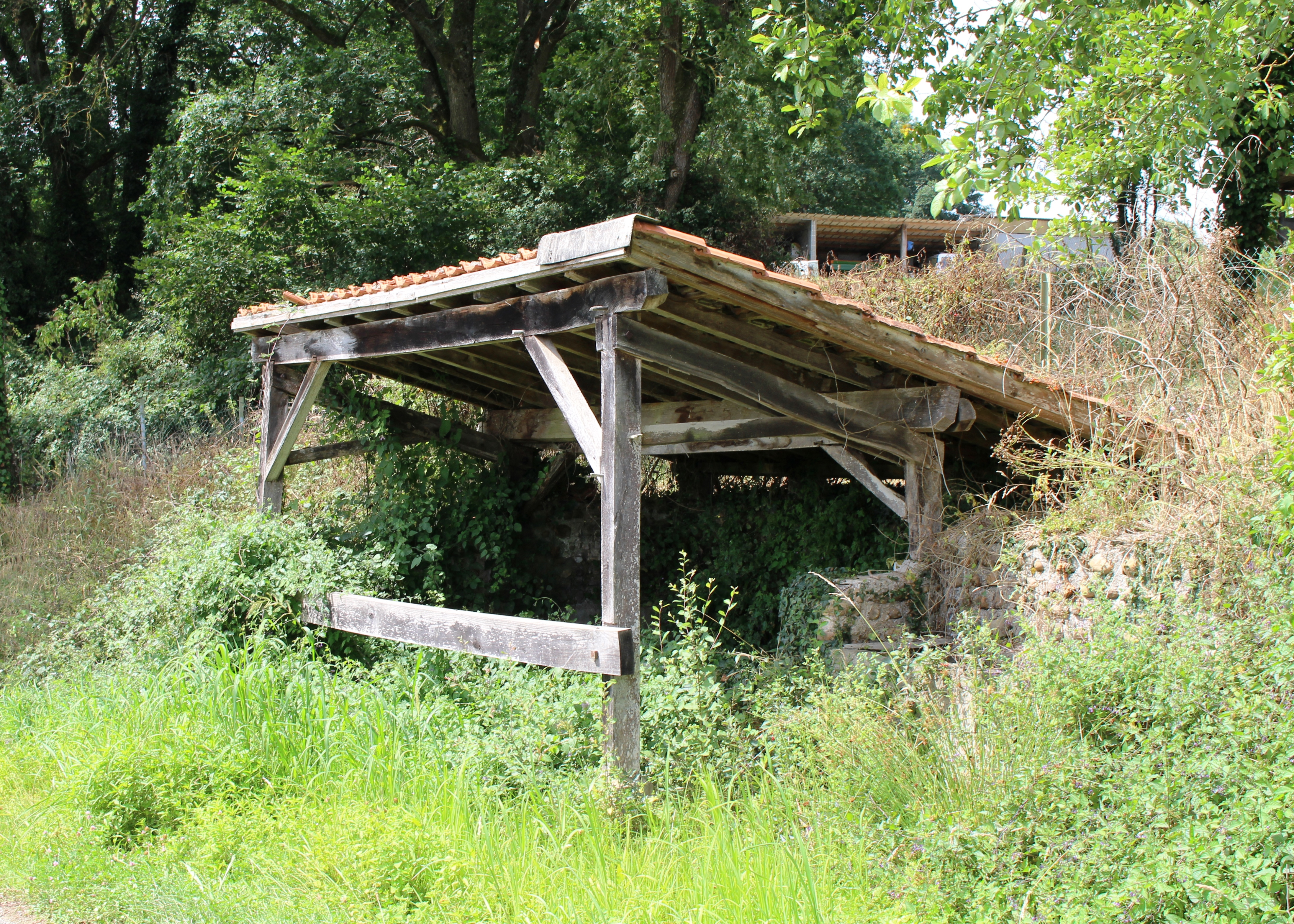
Reste des Lavoirs
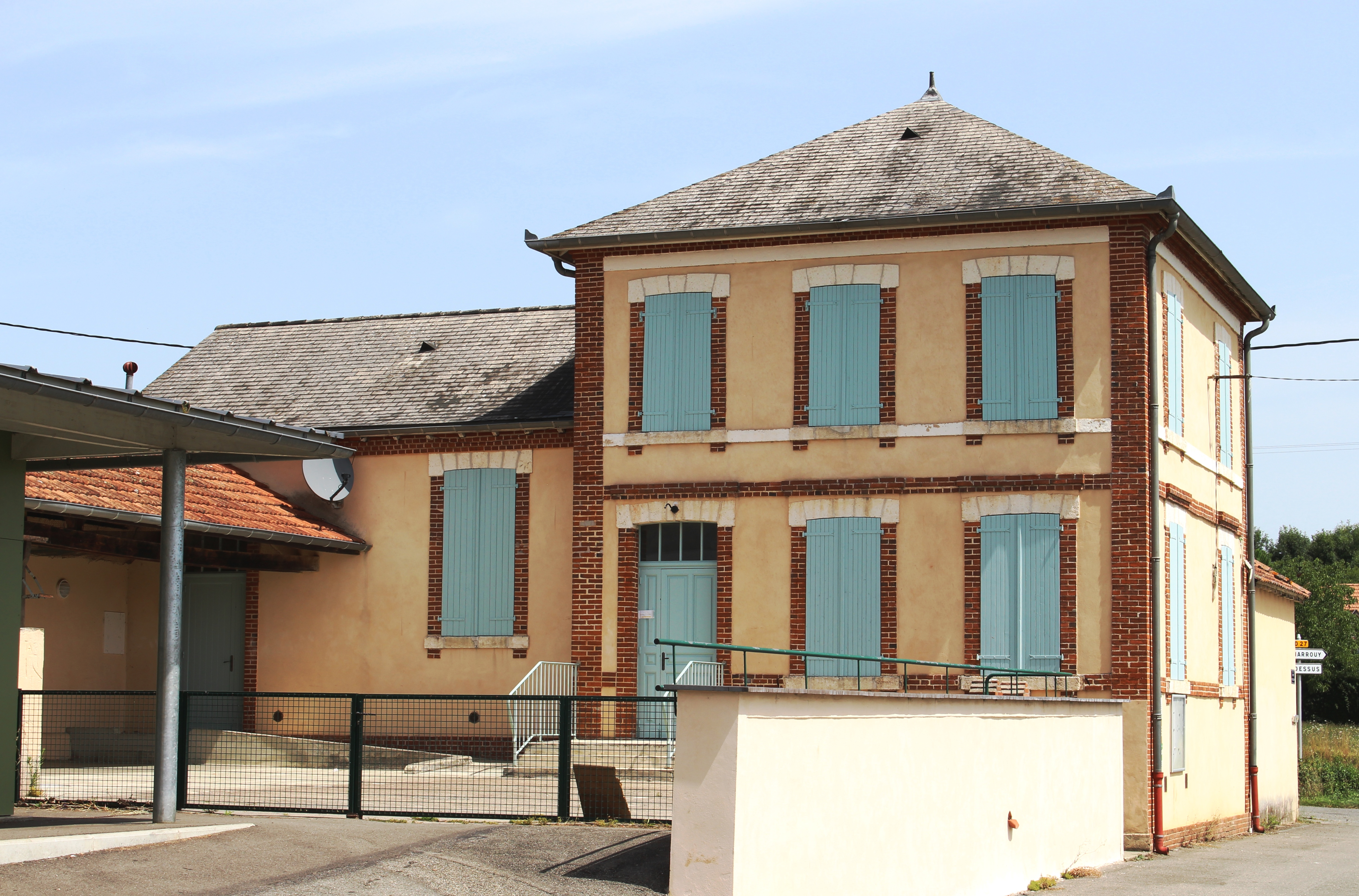
Ehemalige Schule
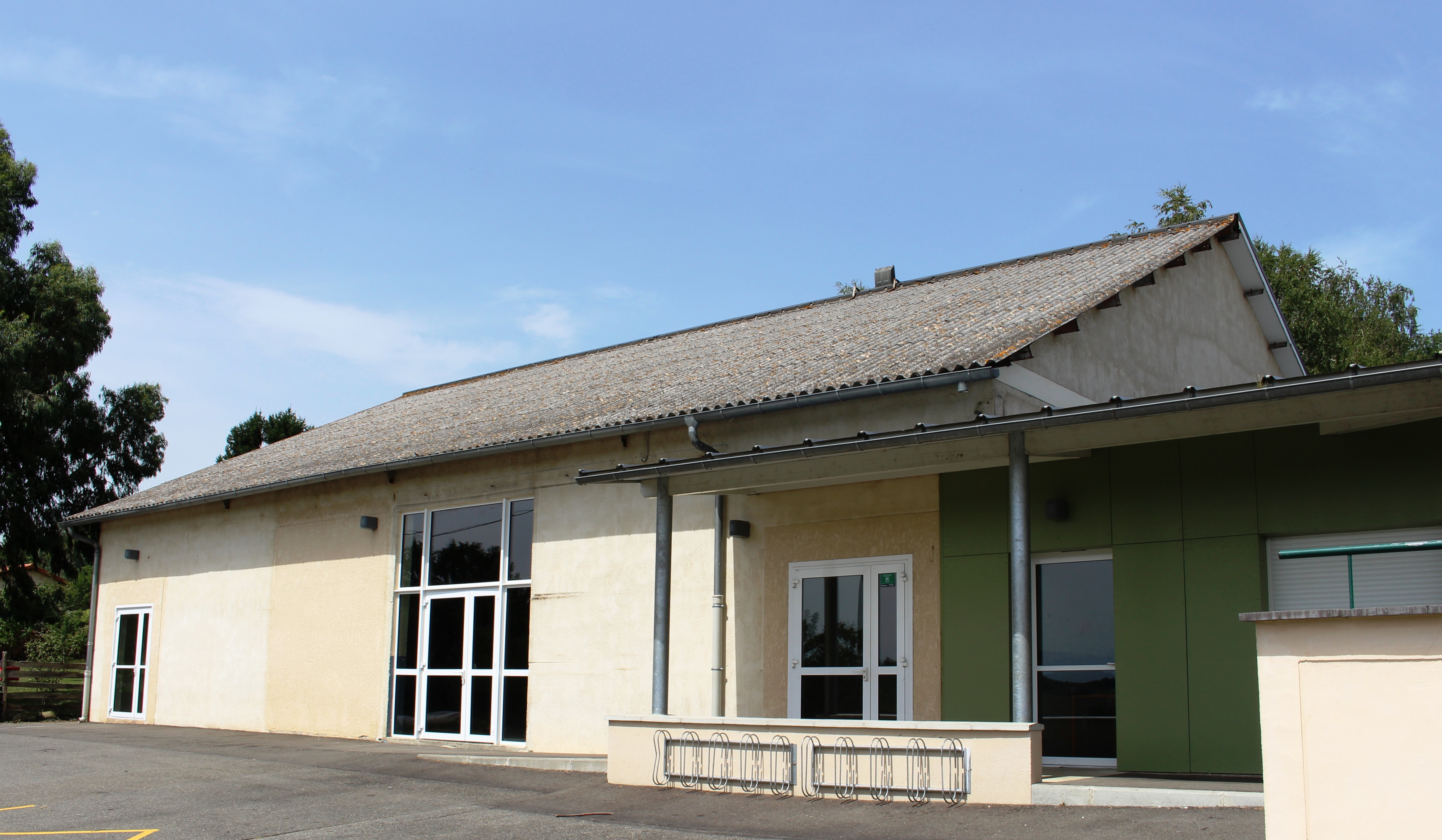
Gemeindefestsaal-Haus

## Wirtschaft und Infrastruktur
In der Gemeinde Tarasteix sind 28 Landwirtschaftsbetriebe ansässig (Getreide- und Gemüseanbau, Rinderzucht).
Die 15 Kilometer entfernte Stadt Tarbes ist ein Bahn- und Straßenverkehrd-Knoten mit Anschluss an die Autoroute A64.

## Belege
1. ↑  Dictionnaire toponymique des communes des Hautes-Pyrénées von Michel Grosclaude und Jean-François Le Nail
2. ↑  Tarasteix auf cassini.ehess
3. ↑  Tarasteix auf INSEE
4. ↑  Kloster Notre-Dame de l’Esperance (französisch)
5. ↑  Landwirte in Tarasteix auf annuaire-mairie.fr (französisch)